# Madoka Hadžiová
Madoka Hadžiová (japonsky 櫨 まどか, * 8. července 1988 Nagoja) je japonská fotbalistka.

## Reprezentační kariéra
Za japonskou reprezentaci v letech 2017 až 2018 odehrála 7 reprezentačních utkání.

## Statistiky
| Japonsko | Japonsko | Japonsko |
| Roky     | Záp.     | Góly     |
| -------- | -------- | -------- |
| 2017     | 6        | 0        |
| 2018     | 1        | 0        |
| Celkem   | 7        | 0        |